# FK Tuzla City
Maillots
Dernière mise à jour : 29 avril 2025.
Le Fudbalski Klub Tuzla City, plus couramment abrégé en Tuzla City, est un club bosnien de football fondé en 1955 et basé dans la ville de Tuzla.

## Historique
Le club est fondé en 1955 sous le nom FK Sloga Simin Han. Lors des saisons 2014-2015 et 2015-2016, le club est champion de troisième division, mais ne sera promu en deuxième division qu'en 2016, comme le FK Sloga n'avait pas les moyens de rejoindre le deuxième niveau de la Bosnie en 2015.
En 2018, le club est champion de deuxième division et est promu en Premijer Liga.
Avant sa première saison en première division le club change de nom en Tuzla City, et termine à la dixième place à une place de la relégation.
Lors de la saison 2019-2020, Tuzla City débute dans les premières places du championnat, pointant souvent à la première place, mais terminera à la cinquième place à un point d'une place européenne.

## Bilan sportif

### Palmarès
- Championnat de Bosnie-Herzégovine :
  - Vice-champion : 2021-2022

### Bilan européen
Note : dans les résultats ci-dessous, le score du club est toujours donné en premier.
| Saison    | Compétition             | Tour            | Club         | Domicile | Extérieur | Total |
| --------- | ----------------------- | --------------- | ------------ | -------- | --------- | ----- |
| 2022-2023 | Ligue Europa Conférence | Premier tour Q  | SP Tre Penne | 6 - 0    | 2 - 0     | 8 - 0 |
| 2022-2023 | Ligue Europa Conférence | Deuxième tour Q | AZ Alkmaar   | 0 - 4    | 0 - 1     | 0 - 5 |

Légende
- Victoire ou qualification pour le tour suivant
- Match nul
- Défaite ou élimination de la compétition